# Aphaenogaster semipolita
Aphaenogaster semipolita är en myrart som först beskrevs av Nylander 1856.  Aphaenogaster semipolita ingår i släktet Aphaenogaster och familjen myror. Inga underarter finns listade i Catalogue of Life.